# Khasiaclunea oligocephala
Khasiaclunea oligocephala là một loài thực vật có hoa trong họ Thiến thảo. Loài này được (Havil.) Ridsdale mô tả khoa học đầu tiên năm 1978.